# Cyrillus Jarre
Cyrillus Jarre, né Rudolf Jarre, le 2 février 1878 à Ahrweiler dans la province de Rhénanie et mort le 8 mars 1952 à Tsinan (aujourd'hui Jinan) en Chine, est un franciscain missionnaire allemand qui fut archevêque de Tsinan, et traducteur des textes du Droit chinois et d'autres textes juridiques du chinois en latin.

## Biographie
Rudolf Jarre naît le quatrième, dans une famille de huit enfants, dont le père, Heinrich, est négociant. Il poursuit ses études au collège français des franciscains d'Harreveld aux Pays-Bas. Il entre chez les franciscains, le 23 août 1897 et prend le nom de religion de Cyrillus (Cyrille en français). Il étudie sa théologie à Paderborn.
Après avoir été ordonné à la cathédrale de Paderborn, il est envoyé en mission en Chine, en 1903, deux ans après la révolte des Boxers. Il est assigné à plusieurs postes de mission et a pour tâche de former de futurs prêtres chinois. Il est présent au siège de Tsingtao (protectorat allemand) en tant que sous-officier sanitaire et est envoyé après la capitulation de la ville (7 novembre 1914) en camp de prisonniers au Japon, comme tous les autres civils européens. Il est libéré en 1920 et dirige ensuite des opérations sanitaires et de sauvetage pendant les inondations du fleuve Jaune en 1921-1922 à partir des missions franciscaines. Il est décoré par le gouvernement du Kuomintang.
Le P. Jarre est appelé à Rome, le 16 septembre 1924, afin d'enseigner, à l'université pontificale franciscaine de Saint-Antoine, les matières scientifiques et pratiques concernant la mission. Il prend part au cinquième congrès international des missions qui se tient à Wurtzbourg du 24 au 29 septembre 1928. Il est consacré évêque le 25 juillet 1929 à la cathédrale de Trèves et nommé au siège de Tsinan. Il s'arrête au Japon pour visiter les missions, avant de retourner en Chine. La Chine est alors en proie aux troubles de la guerre civile dans de nombreuses régions.
Il fait paraître à partir de 1933 un journal en chinois, intitulé La Lumière de Chine (Kouang-Hoa-Pao) et il traduit tous les textes du droit civil de la république chinoise en latin, à partir de 1934, ainsi que deux ans plus tard ceux du Droit canon du latin en chinois. Pendant les graves troubles de 1936 avec l'invasion japonaise, il fait construire un hôpital. Il prend part au congrès eucharistique international de Manille en 1937.
Le pape Pie XII émet la bulle Quotidie Nos, le 11 avril 1946, organisant l'Église de Chine, dans un nouveau contexte international (fin de la Seconde Guerre mondiale, début de la Guerre froide, montée du communisme en Chine). Le diocèse de Tsinan est élevé en archidiocèse et Mgr Jarre en est le premier archevêque. Il devient aussi administrateur d'une nouvelle préfecture apostolique et propage dans son archidiocèse la Légion de Marie qui lui semble donner des forces spirituelles aux laïcs, alors que la répression pointe. Il ne fuit pas en 1949, lorsque les communistes prennent partout le pouvoir, mais ceux-ci cherchent d'emblée à le discréditer. Il est arrêté le 25 juillet 1951, en pleine guerre de Corée, et enfermé à la prison de Tsinan. Il subit de nombreux interrogatoires et souffre de mauvais traitements. Il meurt le 8 mars 1952 à l'hôpital Saint-Joseph de Tsinan.
Il a trouvé son dernier repos, après plusieurs exhumations, au cimetière Lin Chio Chuan de la ville.

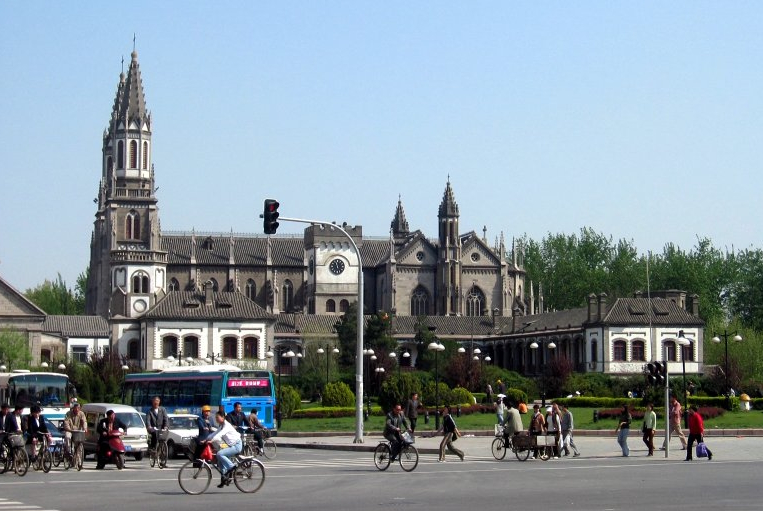
Vue de la cathédrale du Sacré-Cœur de Jinan en 2005.